# Severní nástupiště
Severní nástupiště je česká městská country-folková hudební skupina z Prahy. V současnosti působí bez frontmana; má až devět členů s rozličným nástrojovým obsazením od kytary a akordeonu až po valchu, většina z nich rovněž zpívá. Ve své hudbě propojuje trampskou atmosféru s městským prostředím. Kromě autorské tvorby tvoří i covery, např. skupin Hoboes, Buriers nebo Leonarda Cohena. Spolupracuje s vydavatelstvím Silver Rocket.
Skupina vznikla na podzim 2016 z prostředí kolem táborových ohňů u pražské Kliniky a přijala jméno podle severního nástupiště smíchovského nádraží, kde její členové končili své první vandry. Svůj první koncert odehrála před Úřadem vlády na podporu zákona o sociálním bydlení. V prosinci 2018 vydala na kazetě své debutové EP O krysách a o vlcích, v prosinci 2020 pak album Rostli jsme spolu. V březnu 2024 vydala druhé dlouhohrající album Orel, netopýr a pes. 

## Diskografie
- O krysách a o vlcích, 2018 – EP[6]
- Sbohem dávám, Marianne, 2020 – singl
- Rostli jsme spolu, 2020
- 16 kopyt, 2024 – singl
- Orel, netopýr a pes, 2024